# Saweetie

Saweetie (2024)

Diamonté Quiava Valentin Harper (* 2. Juli 1993 in Santa Clara, Kalifornien), bekannt unter dem Namen Saweetie, ist eine US-amerikanische Sängerin und Rapperin.

## Kindheit und Einstieg in die Musik
Saweetie wurde am 2. Juli 1993 als Tochter einer philippinischen Mutter und eines afroamerikanischen Vaters als Diamonté Quiava Valentin Harper geboren. Sie wuchs größtenteils in Hayward in Kalifornien auf und verbrachte einen Großteil ihres Lebens in der San Francisco Bay Area. Sie besuchte jedoch die Monterey Trail High School in Elk Grove bei Sacramento. Mit 14 Jahren begann sie, Musik zu schreiben. Nach der Highschool begann sie ein Studium an der San Diego State University, bevor sie an die University of Southern California wechselte, um Kommunikation und Wirtschaft zu studieren. Nach ihrem Abschluss begann sie, sich auf ihre Rap-Karriere zu konzentrieren.

## Karriere

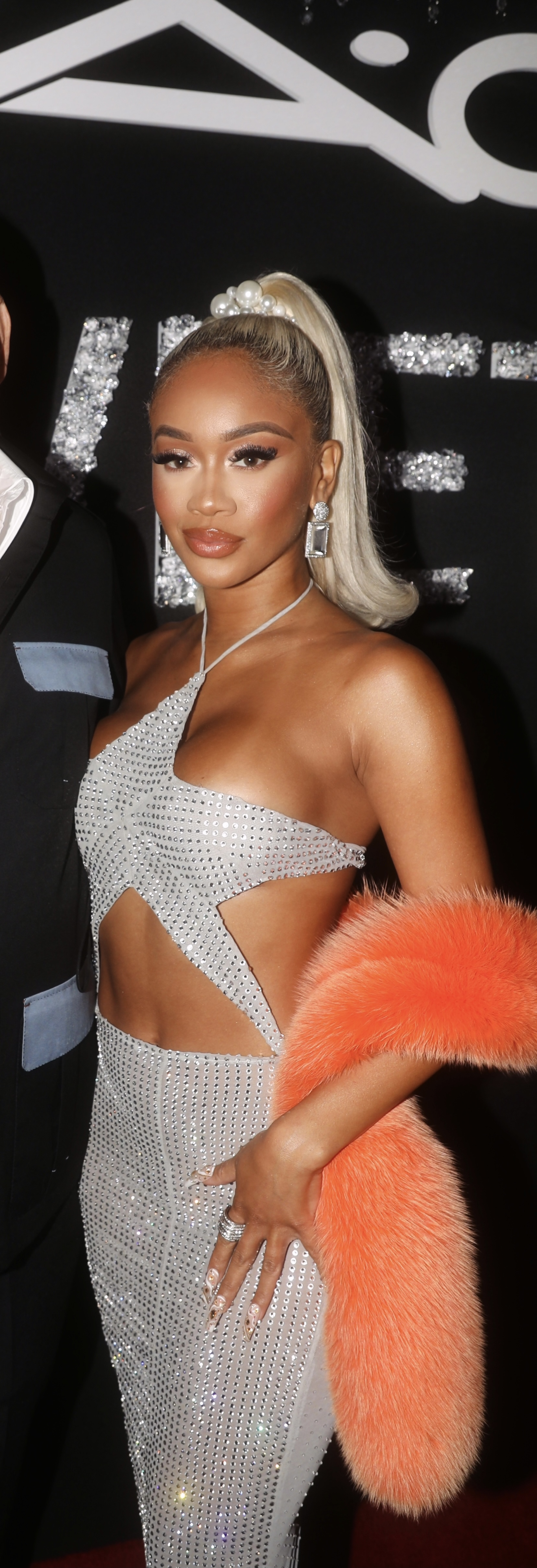
Saweetie (2021)

Saweetie begann 2016 kurze Rapstücke auf ihrem Instagram-Konto zu posten. In einem Video rappte sie über den Beat von Khias My Neck, My Back (Lick It), woraus sich später der Song Icy Grl entwickeln sollte. Der Song wurde im Sommer 2017 auf ihrer SoundCloud-Seite veröffentlicht und machte Max Gousse einen bekannten Produzenten und Manager, auf sie aufmerksam. Er wurde ihr Manager. Das zugehörige Video wurde zu einem Internet-Phänomen und hatte seit August 2019 79 Millionen Aufrufe auf YouTube.
Danach veröffentlichte Saweetie im selben Monat einen Freestyle-Rap namens High Maintenance, begleitet von einem kurzen Clip von sich selbst. Der Song wurde auch bei Instagram und Twitter veröffentlicht. Im Oktober 2017 veröffentlichte sie ein Video zu ihrem Song Focus, der D.R.A.M.s Song Gilligan sampelt.
Im Januar 2018 wurde sie auf der Streaming-Seite Tidal als Artist of the Week ausgezeichnet, der Blog Pigeons & Planes nannte sie eine der Best New Artists of the Month. Während des Super Bowl LII im Februar 2018 zeigte sie sich in der Werbung für Rihannas Kosmetikmarke Fenty Beauty. Im selben Monat unterschrieb sie den Vertrag mit Warner Bros. Records in Zusammenarbeit mit Artistry Worldwide und ihrem eigenen Label Icy Records.
Saweetie veröffentlichte ihr Major-Label-Debüt High Maintenance am 16. März 2018. Es besteht aus neun Tracks und wurde von CashMoneyAP, Nyrell und Saweeties Cousin Zaytoven produziert. Die Single Icy Girl wurde im September 2019 mit Platin ausgezeichnet.
Am 29. März 2019 veröffentlichte Saweetie ihre zweite Major-Label-EP Icy. Die erste Single der EP (My Type, geschrieben von Saweetie und produziert von London On Da Track) stieg auf Platz 81 der Billboard Hot 100 ein. My Type sampelt den Song Freek-a-Leek von Petey Pablo und erreichte später den Spitzenplatz 21 und wurde Saweetie erster Top-40-Hit. Im September 2019 erreichte My Type Platz 1 der Rhythm-Radio-Charts und wurde mit Platin ausgezeichnet.
Saweetie arbeitete mit der Modekette PrettyLittleThing zusammen, um im September 2019 die 59-teilige Kollektion PrettyLittleThing x Saweetie auf den Markt zu bringen. Sie wurde während der New York Fashion Week vorgestellt.

## Diskografie

### EPs
- 2018: High Maintenance
- 2019: Icy

### Singles
- 2017: Icy Grl (UK: Silber, US: ×2Doppelplatin )
- 2018: Pissed
- 2019: My Type (UK: Silber)
- 2020: Sway with Me (mit Galxara)
- 2020: Tap In (#16 der deutschen Single-Trend-Charts am 11. September 2020[11])
- 2020: Money Mouf (mit Tyga & YG)
- 2021: Best Friend (feat. Doja Cat; #14 der deutschen Single-Trend-Charts am 15. Januar 2021[12])
- 2022: Closer (mit H.E.R.)

### Gastbeiträge
- 2017: Expensive (mit Zaytoven)
- 2018: Up Now (mit London on da Track, G-Eazy & Rich the Kid)
- 2018: I’m That Bitch (mit David Guetta)
- 2018: Give It to Em (mit Quavo)
- 2018: Stupid Things (mit Four of Diamonds)
- 2018: Patience (mit Riri)
- 2018: You Come First (mit Zak Abel)
- 2018: Body (mit Glowie)
- 2018: Yuso (mit Kid Ink & Lil Wayne)
- 2019: Addiction (mit Big K.R.I.T. & Lil Wayne)
- 2019: Can’t Do It (mit Loren Gray)
- 2019: I Can’t Stop Me (mit Sabrina Carpenter)
- 2019: Too Much Shaft (mit Quavo)
- 2019: No L’s (mit Hit-Boy)
- 2019: Come On (mit City Girls & DJ Durel)
- 2019: Baila Conmigo (mit Yellow Claw, Inna & Jenn Morel)
- 2020: Kings & Queens, Pt. 2 (Ava Max feat. Lauv, Saweetie)
- 2021: Faking Love (mit Anitta)
- 2021: Out Out (Joel Corry & Jax Jones feat. Charli XCX & Saweetie, US: Gold)[13]

## Auszeichnungen für Musikverkäufe
| Goldene Schallplatte - Australien - 2020: für die Single My Type - 2021: für die Single Best Friend - 2021: für die Single Out Out - Frankreich - 2022: für die Single Out Out - 2025: für die Single Best Friend - Kanada - 2025: für die Single Back to the Streets - Polen - 2021: für die Single Tap In - Portugal - 2022: für die Single Out Out - 2022: für die Single Faking Love - Spanien - 2024: für die Single Out Out | Platin-Schallplatte - Dänemark - 2024: für die Single Out Out - Italien - 2023: für die Single Out Out - Kanada - 2022: für die Single Icy Girl - Polen - 2021: für die Single My Type - 2023: für die Single Out Out - 2024: für die Single Best Friend | 2× Platin-Schallplatte - Kanada - 2024: für die Single Out Out - 2025: für die Single Tap In - Neuseeland - 2024: für die Single My Type 4× Platin-Schallplatte - Kanada - 2025: für die Single My Type - 2025: für die Single Best Friend Diamantene Schallplatte - Brasilien - 2022: für die Single Faking Love |

Anmerkung: Auszeichnungen in Ländern aus den Charttabellen bzw. Chartboxen sind in ebendiesen zu finden.
| Land/RegionAuszeichnungen für Musikverkäufe (Land/Region, Auszeichnungen, Verkäufe, Quellen) | Silber     | Gold       | Platin       | Diamant  | Verkäufe   | Quellen             |
| -------------------------------------------------------------------------------------------- | ---------- | ---------- | ------------ | -------- | ---------- | ------------------- |
| Australien (ARIA)                                                                            | —          | 3× Gold3   | —            | —        | 105.000    | aria.com.au         |
| Brasilien (PMB)                                                                              | —          | —          | —            | Diamant1 | 300.000    | pro-musicabr.org.br |
| Dänemark (IFPI)                                                                              | —          | —          | Platin1      | —        | 90.000     | ifpi.dk             |
| Deutschland (BVMI)                                                                           | —          | Gold1      | —            | —        | 200.000    | musikindustrie.de   |
| Frankreich (SNEP)                                                                            | —          | 2× Gold2   | —            | —        | 200.000    | snepmusique.com     |
| Italien (FIMI)                                                                               | —          | —          | Platin1      | —        | 100.000    | fimi.it             |
| Kanada (MC)                                                                                  | —          | Gold1      | 13× Platin13 | —        | 1.080.000  | musiccanada.com     |
| Neuseeland (RMNZ)                                                                            | —          | —          | 2× Platin2   | —        | 60.000     | radioscope.co.nz    |
| Österreich (IFPI)                                                                            | —          | —          | Platin1      | —        | 30.000     | ifpi.at             |
| Polen (ZPAV)                                                                                 | —          | Gold1      | 3× Platin3   | —        | 175.000    | olis.pl             |
| Portugal (AFP)                                                                               | —          | 2× Gold2   | —            | —        | 10.000     | Einzelnachweise     |
| Schweiz (IFPI)                                                                               | —          | —          | Platin1      | —        | 20.000     | hitparade.ch        |
| Spanien (Promusicae)                                                                         | —          | Gold1      | —            | —        | 30.000     | elportaldemusica.es |
| Vereinigte Staaten (RIAA)                                                                    | —          | Gold1      | 12× Platin12 | —        | 12.500.000 | riaa.com            |
| Vereinigtes Königreich (BPI)                                                                 | 3× Silber3 | 2× Gold2   | Platin1      | —        | 2.348.000  | bpi.co.uk           |
| Insgesamt                                                                                    | 3× Silber3 | 14× Gold14 | 35× Platin35 | Diamant1 |            |                     |

## Privates
Sie ist die Cousine der Schauspielerin Gabrielle Union. Ihr Großvater Willie Harper spielte bei den San Francisco 49ers Football.